# Aloe megalacantha
Aloe megalacantha är en grästrädsväxtart som beskrevs av John Gilbert Baker. Aloe megalacantha ingår i släktet Aloe och familjen grästrädsväxter.

## Underarter
Arten delas in i följande underarter:
- A. m. alticola
- A. m. megalacantha

## Bildgalleri

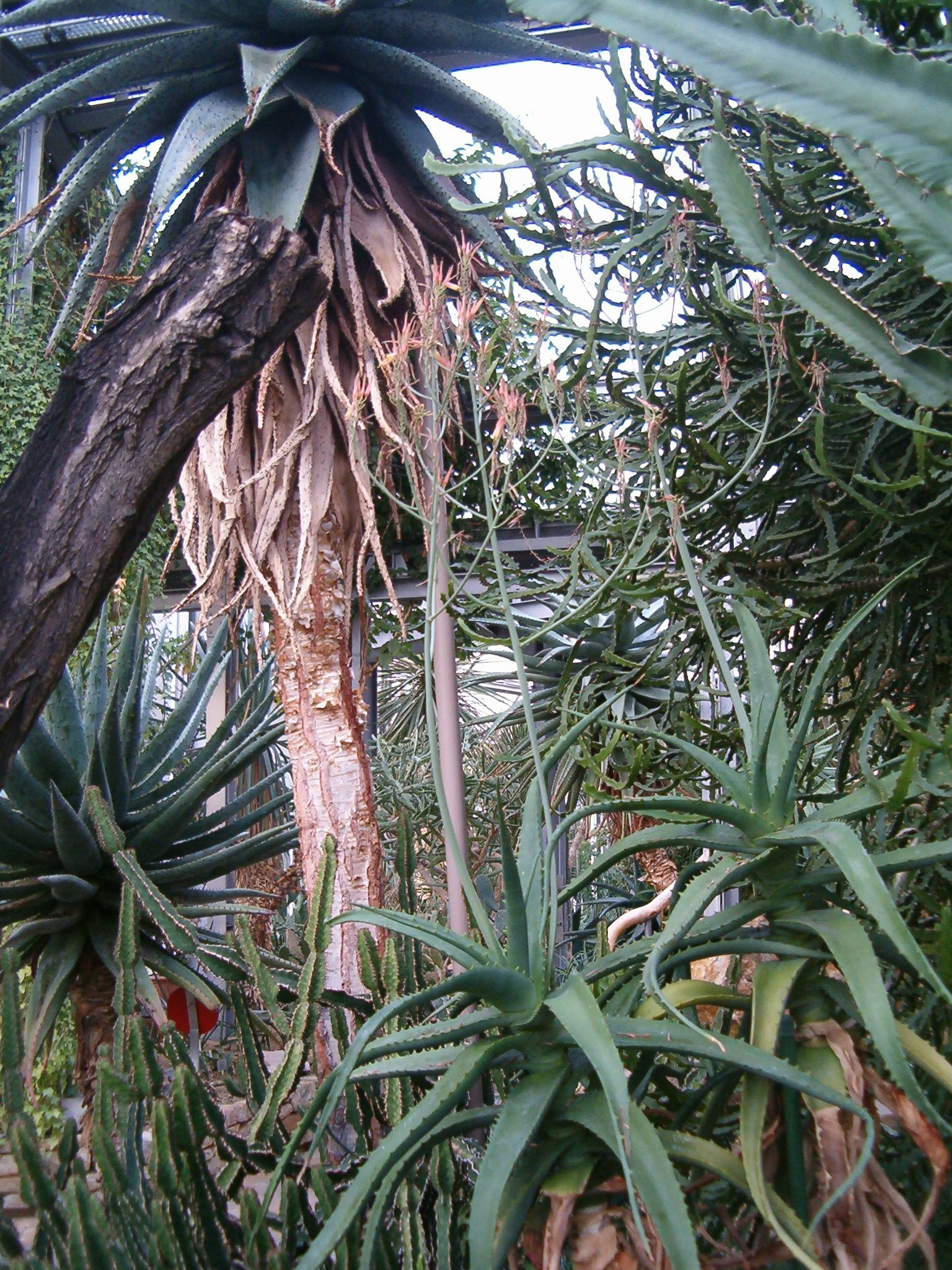